# Kenwick
Kenwick är en del av en befolkad plats i Australien. Den ligger i kommunen Gosnells och delstaten Western Australia, omkring 14 kilometer sydost om delstatshuvudstaden Perth. Antalet invånare är 5 150.
Runt Kenwick är det tätbefolkat, med 459 invånare per kvadratkilometer.. Närmaste större samhälle är Perth, omkring 14 kilometer nordväst om Kenwick. 
I omgivningarna runt Kenwick växer huvudsakligen savannskog. Genomsnittlig årsnederbörd är 951 millimeter. Den regnigaste månaden är september, med i genomsnitt 168 mm nederbörd, och den torraste är februari, med 12 mm nederbörd.